# Guillaume de Nassau-Usingen
Guillaume Henri de Nassau-Usingen (en allemand : Wilhelm Heinrich von Nassau-Usingen), né à Bois-le-Duc le 2 mai 1684, mort à Usingen le 14 février 1718.
Il est prince de Nassau-Usingen de 1702 à 1718.

## Famille
Fils de Valéran de Nassau-Usingen et de Catherine de Rœux. Guillaume Henri de Nassau-Usingen appartient à la septième branche (Nassau-Weilburg) elle-même issue de la seconde branche (Nassau-Wiesbaden-Idstein) de la Maison de Nassau. Cette lignée de Nassau-Weilbourg appartint à la tige valmérienne qui donne des grands-ducs au Luxembourg.
En 1706, Guillaume Henri de Nassau-Usingen épouse Charlotte de Nassau-Dillenbourg (1680-1738), (fille du prince Henri de Nassau-Dillenbourg).
Neuf enfants sont nés de cette union :
- Françoise de Nassau-Usingen (1707-1750)
- Henri de Nassau-Usingen (1708-1708)
- Améline de Nassau-Usingen (1709-1709)
- Guillaume de Nassau-Usingen (1710-1710)
- Charles de Nassau-Usingen, prince de Nassau-Usingen
- Louis de Nassau-Usingen (1714-1714)
- Hedwige de Nassau-Usingen (1714-1786), elle entra dans les ordres
- Jeanne de Nassau-Usingen (1715-1716)
- Prince Guillaume Henri de Nassau-Sarrebruck, en 1742 il épouse Sophie von Erbach (1725-1795), (fille du comte Georges von Erbach), cinq enfants, dont :
  - Louis de Nassau-Sarrebruck (1745-1794), prince de Nassau-Sarrebrück.